# 第三代比特伯爵約翰·斯圖爾特
约翰·斯图尔特，第三代比特伯爵，KG，PC（英語：John Stuart, 3rd Earl of Bute，1713年5月25日—1792年3月10日），蘇格蘭贵族，為《1707年聯合法令》制定後第一位蘇格蘭出身的英国首相（1762年—1763年在任）。香港街道弼街以其命名。

## 生平
1713年，出生在爱丁堡的议会广场。
1737年，在伊顿公学受教育。
1723年，继承了伯爵爵位。
1737年，进入上议院。
1754年，迁居伦敦。
1762年，出任首相。
1763年，辞职。
1792年，去世。

## 子女
1. 玛丽·克里奇顿-斯图尔特 (b. c. 1741年) 1761年9月7日嫁詹姆斯·劳赛尔 (伦斯达尔伯爵)
2. 約翰·克里奇頓-斯圖爾特，第一代比特侯爵 (1744年6月30日–1814年11月16日)
3. 安娜·克里奇顿-斯图尔特 (b. c. 1745年) 1764年7月2日嫁休·佩西 (诺森伯兰公爵).
4. 詹姆斯·阿奇博尔德·斯图尔特-沃特利-麦肯齐 (1747年9月19日–1818年3月1日)
5. 简·克里奇顿-斯图尔特 (b. c. 1748年–1828年2月28日) 1768年2月1日嫁乔治·马戛尔尼。
6. 查理·克里奇顿-斯图尔特爵士 (1753年1月–1801年5月25日)
7. Most Rev. 威廉·克里奇顿-斯图尔特, Archbishop of Armagh (Church of Ireland) (1755年3月–1822年3月6日)
8. 卡萝琳·斯图尔特夫人 (before 1763年–1813年1月) 1778年1月1日嫁约翰·道森 (波塔林顿伯爵).